# 井冈山

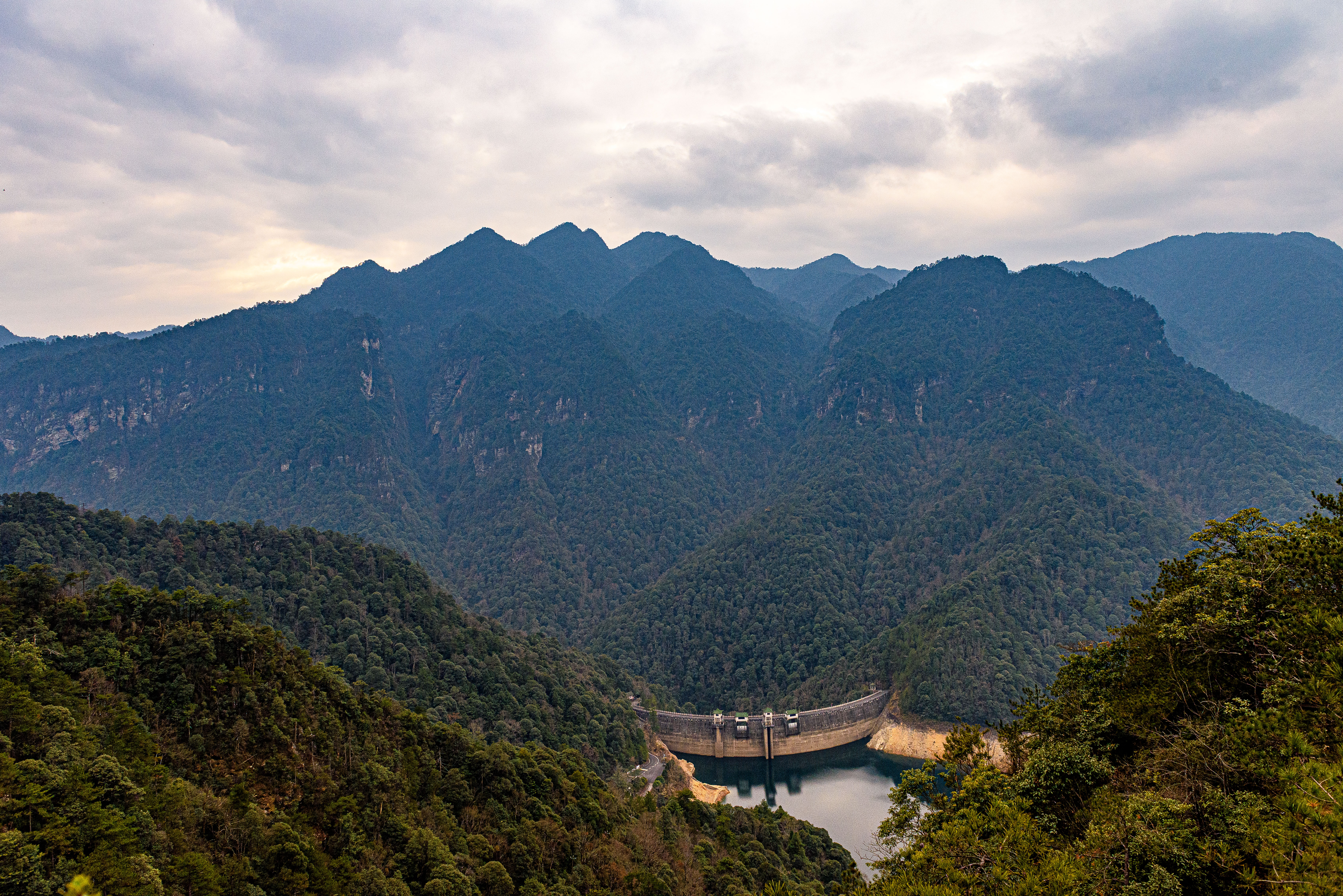
井冈山五指峰，为第四套人民币100元纸币背面图案

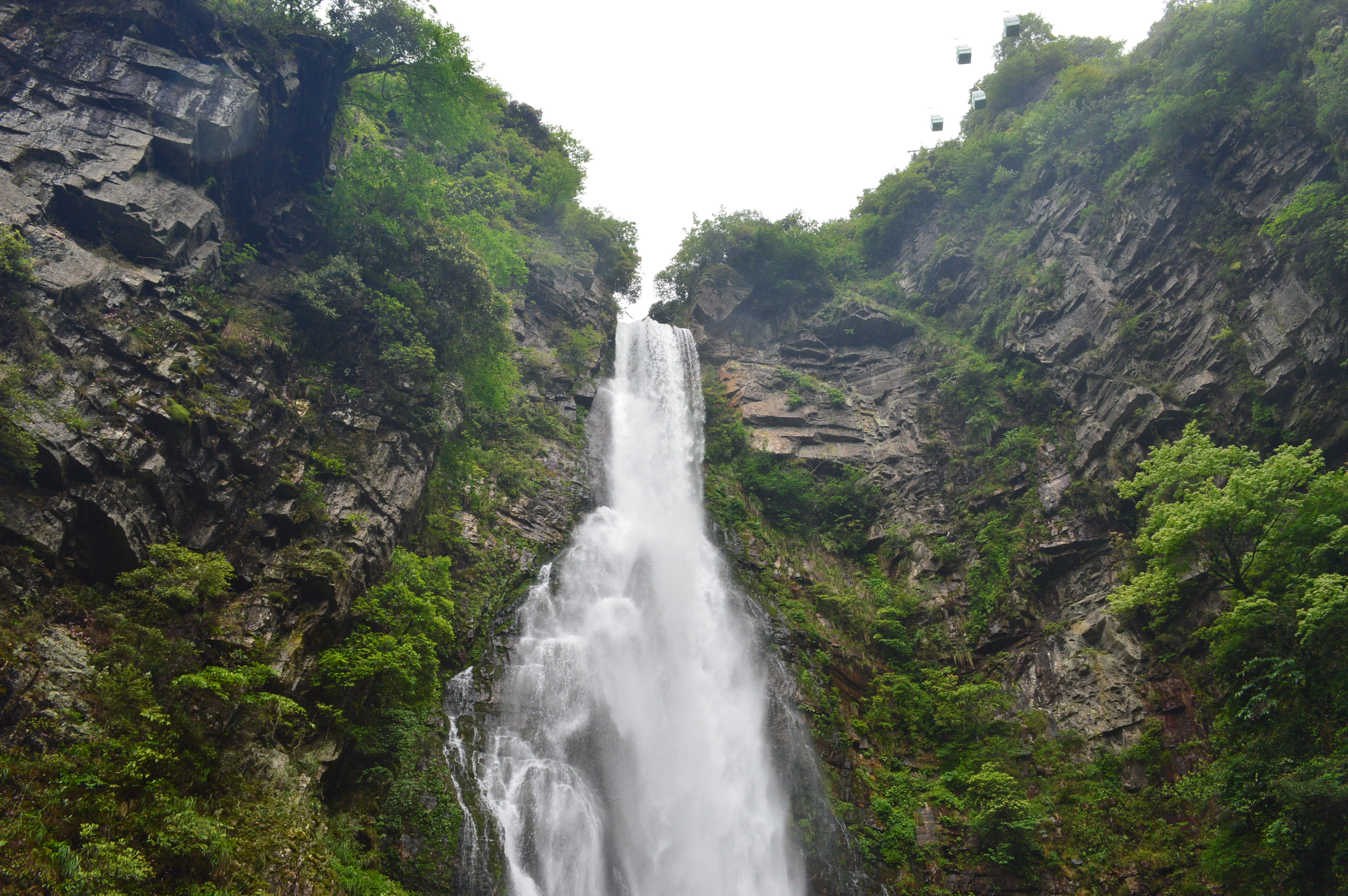
井冈山飞凤潭

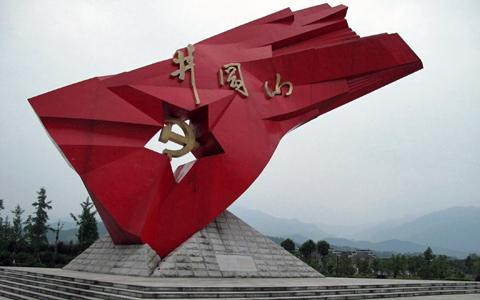
莆炎高速井冈山收费站出口处的井冈红旗雕塑

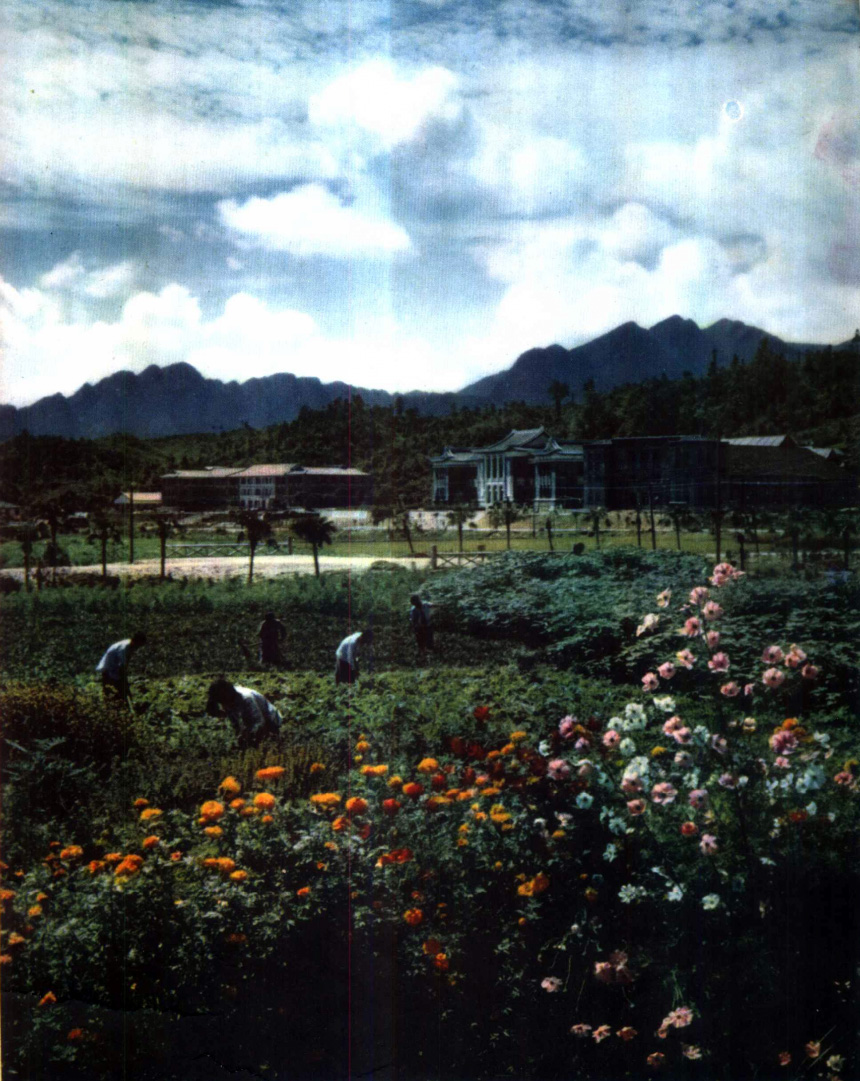
1962年或之前拍摄。

井冈山，位于中華人民共和国江西省西南部，地处湖南省江西省边界的罗霄山脉中段，属於江西省井冈山市，市府设立在厦坪镇。东连江西泰和、遂川两县，南邻湖南炎陵县，西靠湖南茶陵县，北接江西永新县。井冈山最高峰達到海拔2,120米，為中國的一個旅游景點。

## 簡介
1982年，这里被列为国家重点风景名胜区，1994年又定为全国爱国主义教育基地和国家园林城。全市现辖21个乡镇场和街道办事处，总人口14.97万余人，总面积为1308.58平方公里。井冈山山势雄伟，境内平均海拔381.5米，市内最高峰——江西坳海拔1841米，是一个典型的山区市。
从山下往上望，井冈山就如一座巨大的城堡，五大哨口是进入“城堡”必经的“城关”。把守此地，有“一夫当关，万夫莫开”之势。井冈山旅游最佳旅游时间为每年的4－10月份。而最精彩的莫过于每年的4、5月份，十里杜鹃傲然开放，正是游览井冈山的绝佳时机。杜鹃是井冈山市的市花。风景名胜区总面积213．5平方公里，分为茨坪、黄洋界、龙潭、主峰、桐木岭、湘洲、笔架山、仙口八大景区。

## 歷史
井冈山与中国共产党革命有密切的联系。
1927年10月，毛泽东、朱德、陈毅、彭德怀、滕代远等中国共产党人率领中国工农红军，在这里创建了第一个革命根据地，开辟了一条以农村包围城市，武装夺取政权，最后夺取全国胜利的新民主主义革命道路，因此井冈山有“革命摇篮”之称。
1928年秋毛泽东写下《西江月‧井冈山》。
1930年2月24日，彭德懷錯誤聽信了屬于土著派，時任中共贛西特委書記的朱昌偕的指示，殺害了井岡山出身的袁文才、王佐，毛澤東對此痛心。此事亦導致袁王兩部人馬此後紛紛反水，彭德懷的紅五軍被迫撤出了井岡山，直至1949年才奪回井岡山。
1965年，毛泽东重上井冈山，在井冈山上赋《水调歌头·重上井冈山》。
井冈山革命根据地，从1927年10月到1930年2月为止，共计两年零四个月。
保存完好的井冈山斗争革命旧址遗迹达100多处，其中21处被列为中国重点文物保护单位。6处被列为省级重点文物保护单位，35处被列为市级文明保护单位。